# Relaxed & Remixed
Relaxed & Remixed è un album di raccolta di remix e versioni acustiche del duo musicale britannico Lighthouse Family, pubblicato nel 2004.

## Tracce
1. Lost in Space (Itaal Shur's Full Mix)
2. High (Acoustic Version) (Live)
3. Goodbye Heartbreak (Linslee Main Mix)
4. Postcard from Heaven (7" Mix)
5. (I Wish I Knew How It Would Feel to Be) Free / One (Phats & Small Vocal)
6. Question of Faith (Tee's Freeze Mix)
7. High (Vocal 12")
8. From a Desert to a Beach
9. Ocean Drive (Acoustic Version)
10. Lifted (Acoustic Version)
11. Run (D'Influence Vocal Mix)
12. Raincloud (Basement Boys Paradox Vocal)
13. Ocean Drive (Mindspell's Miami Beach Experience – Radio Mix)